# Ashley Erasmus
Ashley Erasmus (Mpumalanga, 7 giugno 2005) è una pesista e discobola sudafricana ha vinto la medaglia d'oro ai Giochi panafricani di Accra in Ghana nel getto del peso.

## Progressione

### Getto del peso
| Stagione | Misura  | Luogo         | Data      | Rank. Mond. |
| -------- | ------- | ------------- | --------- | ----------- |
| 2024     | 16,98 m | Accra         | 22-3-2024 |             |
| 2023     | 16,85 m | Potchefstroom | 30-3-2023 |             |
| 2022     | 15,61 m | Johannesburg  | 13-4-2022 |             |

### Lancio del disco
| Stagione | Misura  | Luogo            | Data      | Rank. Mond. |
| -------- | ------- | ---------------- | --------- | ----------- |
| 2024     | 51,85 m | Accra            | 21-3-2024 |             |
| 2023     | 52,35 m | Pietermaritzburg | 24-3-2023 |             |
| 2022     | 51,77 m | Potchefstroom    | 2-4-2022  |             |
| 2021     | 48,20 m | Paarl            | 8-4-2021  |             |
| 2020     | 46,25 m | Secunda          | 7-3-2020  |             |

## Palmarès
| Anno | Manifestazione      | Sede   | Evento           | Risultato | Prestazione | Note             |
| ---- | ------------------- | ------ | ---------------- | --------- | ----------- | ---------------- |
| 2023 | Africani U20        | Ndola  | Getto del peso   | Oro       | 16,11 m     | [ 1 ]            |
| 2023 | Africani U20        | Ndola  | Lancio del disco | Oro       | 50,91 m     | [ 2 ]            |
| 2024 | Giochi panafricani  | Accra  | Getto del peso   | Oro       | 16,98 m     | [ 3 ]            |
| 2024 | Giochi panafricani  | Accra  | Lancio del disco | 7ª        | 51,85 m     | [ 4 ]            |
| 2024 | Campionati africani | Douala | Getto del peso   | Oro       | 18,17 m     | Record nazionale |

## Campionati nazionali
- 1 volta campionessa nazionale sudafricana del getto del peso (2023)

2021
- 6ª ai campionati sudafricani (Pretoria), lancio del disco - 46,00 m

2023
- Oro ai campionati sudafricani (Potchefstroom), getto del peso - 16,85 m
- 4ª ai campionati sudafricani (Potchefstroom), lancio del disco - 52,31 m